# Sean Kaley
Sean Kaley, född 26 februari 1975, är en friidrottare från Kanada. Han deltog vid olympiska sommarspelen 2000.